# Diocesi di Luçon

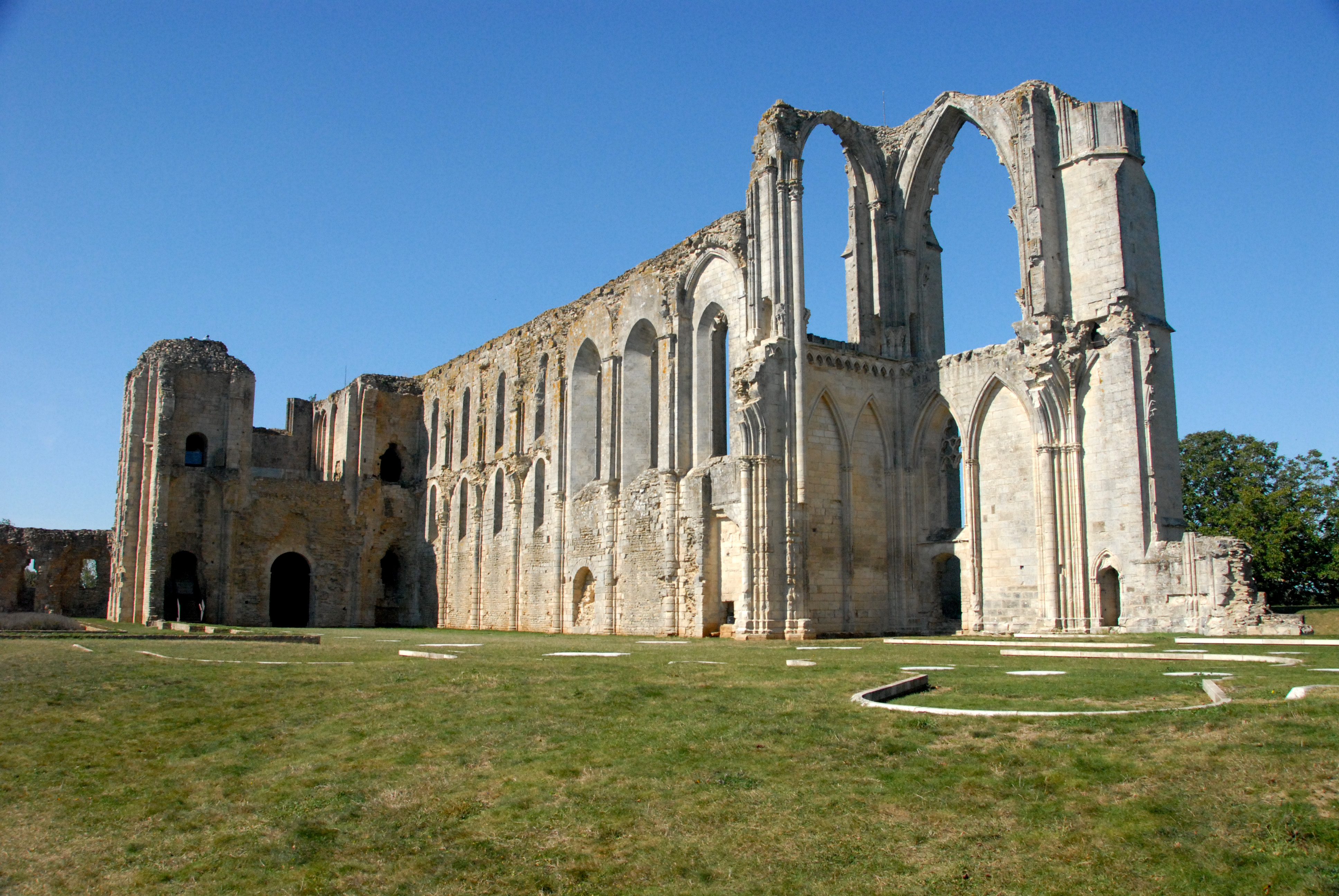
Rovine dell'antica cattedrale di San Pietro a Maillezais.

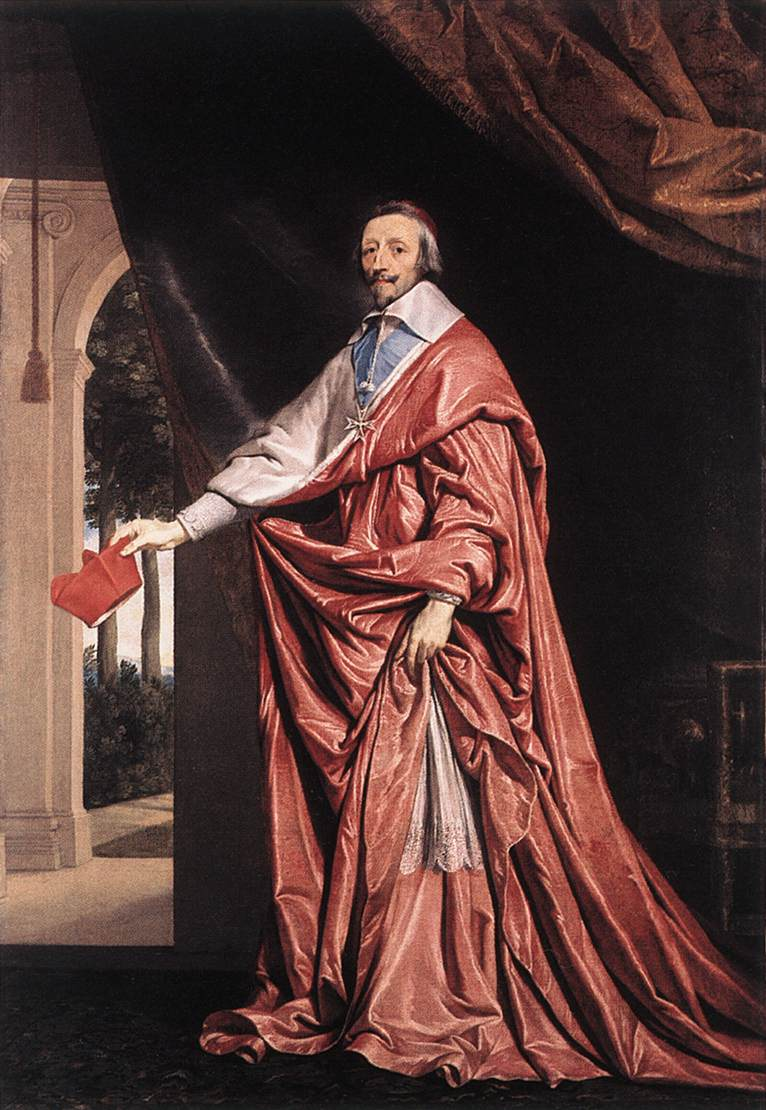
Il cardinale Richelieu fu vescovo di Luçon dal 1606 al 1624.

La diocesi di Luçon (in latino Dioecesis Lucionensis) è una sede della Chiesa cattolica in Francia suffraganea dell'arcidiocesi di Rennes. Nel 2023 contava 542.605 battezzati su 692.705 abitanti. È retta dal vescovo François Jacolin, M.D.P.

## Territorio
La diocesi comprende il dipartimento francese della Vandea.
Sede vescovile è la città di Luçon, dove si trova la cattedrale di Notre-Dame. A Maillezais sorgono i resti dell'abbazia di San Pietro, ex cattedrale della diocesi di Maillezais, prima sede dei vescovi dell'attuale diocesi di La Rochelle. A Saint-Laurent-sur-Sèvre si trova la basilica di San Luigi Maria Grignion de Montfort.
In seguito alla riorganizzazione del territorio diocesano, il numero delle parrocchie, che era ancora di oltre 300 alla fine del XX secolo, è stato ridotto all'inizio del III millennio a 59, suddivise in 13 decanati, a loro volta raggruppati in 4 zone pastorali. Successivamente le parrocchie sono state ridotte a 29. 

## Storia
Nel VII secolo san Filiberto di Tournus fondò a Luçon un monastero, che prese il nome di San Filiberto o di Santa Maria Lucionensis. La città faceva parte della diocesi di Poitiers, una delle più vaste di Francia, e che copriva quasi per intero il Poitou fino all'oceano Atlantico.
Nel XIV secolo papa Giovanni XXII decise lo smembramento della diocesi di Poitiers e l'erezione di due nuove diocesi. La diocesi di Luçon, assieme a quella di Maillezais, fu eretta il 13 agosto 1317 con la bolla Salvator noster, ricavandone il territorio dalla parte occidentale della diocesi di Poitiers. Fu eretta a cattedrale la chiesa abbaziale di San Filiberto, che fu resa suffraganea dell'arcidiocesi di Bordeaux. Fu nominato primo vescovo Pierre de La Veyrie, ultimo abate di San Filiberto.
Il 30 aprile 1562 Luçon fu invasa dagli ugonotti, che distrussero gli altari e le immagini venerati nella cattedrale e in altre chiese cittadine.
Dal 1606 al 1624 fu vescovo di Luçon il futuro cardinale Richelieu; a lui si deve l'istituzione del seminario diocesano nel 1612.
Dal 1793 al 1796 la diocesi fu sconvolta dalle guerre di Vandea.
In seguito al concordato con la bolla Qui Christi Domini di papa Pio VII del 29 novembre 1801 la diocesi fu soppressa e il suo territorio fu incorporato nella diocesi di La Rochelle.
Un nuovo concordato, stipulato nel giugno 1817, prevedeva il ristabilimento della diocesi. Ma questo accordo non entrò mai in vigore, in quanto non ratificato dal Parlamento di Parigi.
Il 6 ottobre 1822 la diocesi fu definitivamente ristabilita in virtù della bolla Paternae charitatis di papa Pio VII, recuperandone il territorio dalla stessa diocesi di La Rochelle. L'antica sede di Maillezais si trovò dentro i confini della nuova sede restaurata.
Nel corso dell'Ottocento, la Vandea vide il sorgere di diverse nuove congregazioni religiose; tra queste le Orsoline di Gesù, le Figlie della Beata Vergine Immacolata di Francia e le Suore dei Sacri Cuori di Gesù e di Maria. Originario della diocesi fu anche san Pierre-Henri Dorie, missionario in Corea, decapito a Seul nel 1866. A Saint-Laurent-sur-Sèvre si trova la tomba di san Luigi Maria Grignion de Montfort.
L'8 dicembre 2002, con la riorganizzazione delle circoscrizioni ecclesiastiche francesi, la diocesi di Luçon è entrata a far parte della provincia ecclesiastica di Rennes.

## Cronotassi dei vescovi
Si omettono i periodi di sede vacante non superiori ai 2 anni o non storicamente accertati.
- Pierre de La Veyrie, O.S.B. † (13 agosto 1317 - 12 novembre 1333 deceduto)
- Renaud de Thouars, O.S.B.Clun. † (16 maggio 1334 - 12 o 18 marzo 1354 deceduto)
- Jean † (5 maggio 1354 - 21 novembre 1354 nominato vescovo di Elne)
- Guy de Faye, C.R.S.A. † (21 novembre 1354 - 20 febbraio 1359 nominato vescovo di Maillezais)
- Guillaume de La Rochefoucauld † (24 maggio 1359 - 27 gennaio 1387 deceduto)
- Étienne Loypeau † (27 gennaio 1388 - 13 settembre 1407 deceduto)
  - Martin Goyon † (14 dicembre 1407 - 10 marzo 1408 nominato vescovo di Chartres) (vescovo eletto)
- Germain Paillard † (14 dicembre 1407 - ottobre 1418 deceduto)
- Elias Martineau, O.S.B. † (5 dicembre 1418 - 28 giugno 1424 nominato arcivescovo titolare di Mira)
- Guillaume de Goyon † (28 giugno 1424 - 26 marzo 1431 deceduto)
- Jean Fleury, O.Cist. † (13 luglio 1431 - 17 ottobre 1441 deceduto)
- Nicolas Cœur † (31 gennaio 1442 - 1º ottobre 1451 deceduto)
- André de La Roche, O.S.B. † (1451 - 26 agosto 1462 dimesso)
- Nicolas Boutault † (26 agosto 1462 succeduto - 27 dicembre 1490 deceduto)
- Pierre de Sacierges † (31 gennaio 1491 - 9 settembre 1514 deceduto)
- Ladislas du Fau † (8 gennaio 1515 - aprile 1523 deceduto)
  - Giovanni di Lorena † (14 dicembre 1523 - 11 gennaio 1524 dimesso) (amministratore apostolico)
  - Louis de Bourbon-Vendôme † (11 gennaio 1524 - 27 marzo 1527 dimesso) (amministratore apostolico)
- Milon d'Illiers † (27 marzo 1527 - 13 aprile 1552 dimesso)
  - René de Daillon du Lude † (13 settembre 1553 - 1562 dimesso)  (vescovo eletto)
- Jean-Baptiste Tiercelin † (16 dicembre 1562 - 1578 dimesso)
- René de Salla, C.R.S.A. † (15 ottobre 1578 - 18 aprile 1584 deceduto)
- Jacques du Plessis de Richelieu † (5 novembre 1586 - giugno 1592 deceduto)
  - Sede vacante (1592-1606)
  - François Yver † (17 marzo 1599 - 1600 deceduto)  (vescovo eletto)
- Armand-Jean du Plessis de Richelieu † (18 dicembre 1606 - 29 aprile 1624 dimesso)
- Aimeric de Bragelone † (29 aprile 1624 - 1635 dimesso)
- Pierre Nivelle † (22 settembre 1636 - 11 febbraio 1661 deceduto)
- Nicolas de Colbert † (30 maggio 1661 - 16 luglio 1671 nominato vescovo di Auxerre)
- Henri de Barillon † (8 febbraio 1672 - 7 maggio 1699 deceduto)
- Jean-François Salgues de Valdéries de Lescure † (5 ottobre 1699 - 23 maggio 1723 deceduto)
- Michel-Celse-Roger de Rabutin de Bussy † (12 gennaio 1724 - 3 novembre 1736 deceduto)
- Guillaume-Samuel de Verthamon de Chavagnac † (16 dicembre 1737 - 1º novembre 1758 deceduto)
- Claude-Antoine-François-Jacquemet Gaultier d'Ancyse † (4 aprile 1759 - 27 ottobre 1775 deceduto)
- Marie-Charles-Isidore de Mercy † (29 gennaio 1776 - 24 ottobre 1801 dimesso)
  - Sede soppressa (1801-1821)
- René-François Soyer † (24 settembre 1821 - 5 maggio 1845 deceduto)
- Jacques-Marie-Joseph Baillès † (24 novembre 1845 - 2 marzo 1856 dimesso)
- François-Augustin Delamare † (16 giugno 1856 - 18 marzo 1861 nominato arcivescovo di Auch)
- Charles-Théodore Colet † (22 luglio 1861 - 21 dicembre 1874 nominato arcivescovo di Tours)
- Jules François Lecoq † (15 marzo 1875 - 20 agosto 1877 nominato vescovo di Nantes)
- Clovis-Nicolas-Joseph Catteau † (21 settembre 1877 - 28 novembre 1915 deceduto)
- Gustave-Lazare Garnier † (27 maggio 1916 - 30 gennaio 1940 deceduto)
- Antoine-Marie Cazaux † (11 ottobre 1941 - 4 luglio 1967 dimesso[2])
- Charles-Auguste-Marie Paty † (4 luglio 1967 succeduto - 25 marzo 1991 ritirato)
- François Charles Garnier † (25 marzo 1991 succeduto - 7 dicembre 2000 nominato arcivescovo di Cambrai)
- Michel Léon Émile Santier (19 giugno 2001 - 4 settembre 2007 nominato vescovo di Créteil)
- Alain Castet (14 aprile 2008 - 12 ottobre 2017 dimesso)
- François Jacolin, M.D.P., dal 29 maggio 2018

## Statistiche
La diocesi nel 2023 su una popolazione di 692.705 persone contava 542.605 battezzati, corrispondenti al 78,3% del totale.
| anno | popolazione | popolazione | popolazione | presbiteri | presbiteri | presbiteri | presbiteri                | diaconi | religiosi | religiosi | parrocchie |
| anno | battezzati  | totale      | %           | numero     | secolari   | regolari   | battezzati per presbitero | diaconi | uomini    | donne     | parrocchie |
| ---- | ----------- | ----------- | ----------- | ---------- | ---------- | ---------- | ------------------------- | ------- | --------- | --------- | ---------- |
| 1950 | 392.000     | 400.000     | 98,0        | 736        | 611        | 125        | 532                       |         | 165       | 950       | 304        |
| 1970 | 400.000     | 421.250     | 95,0        | 810        | 617        | 193        | 493                       |         | 425       | 2.408     | 305        |
| 1980 | 411.400     | 455.600     | 90,3        | 664        | 594        | 70         | 619                       |         | 228       | 2.121     | 307        |
| 1990 | 470.000     | 510.000     | 92,2        | 560        | 494        | 66         | 839                       | 4       | 195       | 1.643     | 307        |
| 1999 | 480.000     | 509.300     | 94,2        | 484        | 419        | 65         | 991                       | 24      | 159       | 1.377     | 59         |
| 2000 | 505.000     | 539.000     | 93,7        | 468        | 409        | 59         | 1.079                     | 26      | 151       | 1.330     | 59         |
| 2001 | 500.000     | 539.664     | 92,7        | 498        | 409        | 89         | 1.004                     | 25      | 162       | 1.286     | 59         |
| 2002 | 505.000     | 539.664     | 93,6        | 483        | 393        | 90         | 1.045                     | 27      | 162       | 1.279     | 59         |
| 2003 | 505.000     | 539.664     | 93,6        | 475        | 388        | 87         | 1.063                     | 28      | 154       | 1.221     | 59         |
| 2004 | 505.000     | 539.664     | 93,6        | 435        | 377        | 58         | 1.160                     | 30      | 123       | 1.181     | 59         |
| 2013 | 522.800     | 614.000     | 85,1        | 329        | 241        | 88         | 1.589                     | 42      | 140       | 886       | 59         |
| 2016 | 529.214     | 651.627     | 81,2        | 310        | 232        | 78         | 1.707                     | 52      | 134       | 768       | 59         |
| 2019 | 537.592     | 666.714     | 80,6        | 274        | 201        | 73         | 1.962                     | 55      | 116       | 686       | 59         |
| 2021 | 539.299     | 675.247     | 79,9        | 259        | 188        | 71         | 2.082                     | 56      | 120       | 578       | 59         |
| 2023 | 542.605     | 692.705     | 78,3        | 230        | 168        | 62         | 2.359                     | 56      | 101       | 512       | 29         |